# 赫伯特·冯·伯克曼
赫伯特·埃里希·阿道夫·威廉·冯·博克曼（Herbert Erich Adolf Wilhelm von Böckmann，1886年7月24日—1974年3月3日）是一位納粹德國国防军将领，曾指挥第11步兵師以及第50軍，並获颁騎士鐵十字勳章。1943年3月31日，博克曼因年事已高而退伍。